# Rithapata
Rithapata (nep. रिठापाटा) – gaun wikas samiti w zachodniej części Nepalu w strefie Seti w dystrykcie Bajhang. Według nepalskiego spisu powszechnego z 2011 roku liczył on 586 gospodarstw domowych i 2959 mieszkańców (1488 kobiet i 1471 mężczyzn).